# Герб Кушалинского сельского поселения
Герб муниципального образования сельское поселение Кушалино Рамешковского района Тверской области Российской Федерации — опознавательно-правовой знак, служащий официальным символом муниципального образования.
Герб утверждён Решением Совета депутатов сельского поселения Кушалино № 150 от 16 февраля 2012 года.
Герб внесён в Государственный геральдический регистр Российской Федерации под № 7524 .

## Описание герба
«В червлёном щите с золотой зубчатой каймой на золотом стуле с зелёной подушкой царская корона (шапка Мономаха)».

## Обоснование символики
Композиция герба отражает историю сельского поселения Кушалино, в котором была официальная резиденция великого князя Тверского и царя государства Российского Симеона Бекбулатовича. Царём Симеоном в селе Кушалино был построен храм (сохранившийся до сих пор), в центре которого стоял трон, на котором восседал во время службы великий князь и царь Симеон Бекбулатович.
Использование в гербе царской короны (шапки Мономаха) отражает реальное венчание на царство царя Симеона этой регалией в Успенском Соборе Московского Кремля.
Зубчатая кайма указывает на подчинённое значение этой композиции по отношению к гербу Твери и Тверской области.
Цветовая гамма отражает символику Тверской области и царской власти в XVI веке.
Автор герба — В. И. Лавренов, дизайнер — А. В. Ушаков
В 2012 году герб был внесён в Государственный геральдический регистр Российской Федерации под № 7524 (протокол № 63 от 2 июля 2012 года с № 7596 по № 7795)..